# Fimosi
La fimosi (del grec ἡ φίμωσις, -εως 'tapament o tamponament d'orifici'; fimosi, derivat de ὁ φιμός 'boç, morrió') és una anomalia de la pell del penis que altera la mecànica d'aquest òrgan. És deguda a l'estenosi de l'orifici prepucial, que impedeix la retracció completa del prepuci per a deixar el gland al descobert. La fimosi pot dificultar l'erecció i impedir una bona higiene del penis. La solució consisteix a operar quirúrgicament realitzant l'anomenada fimosiectomia, que és com s'anomena aquest tipus de circumcisió o postectomia.
Casassas/Alsina/Ramis/Llauradó/Francí 1990, pàg. 617, defineixen la fimosi de la següent manera:

«Estenosi congènita o accidental, més o menys pronunciada, de l'anell prepucial. Comporta la impossibilitat, total o parcial, de l'exteriorització del gland»

(Casassas/Alsina/Ramis/Llauradó/Francí Diccionari Enciclopèdic de Medicina, 1990, pàg. 617)

Segons l'origen, la fimosi pot ser de dos tipus: congènita o adquirida.
- Congènita, o fimosi fisiològica, és quan en el naixement i en els primers anys de vida es fa palès un restrenyiment prepucial. En aquest cas és aconsellable l'operació quirúrgica (circumcisió) només si la fimosi no és retràctil, si la fimosi és retràctil es pot resoldre el problema amb repetits exercicis per augmentar l'elasticitat de la pell de la zona.

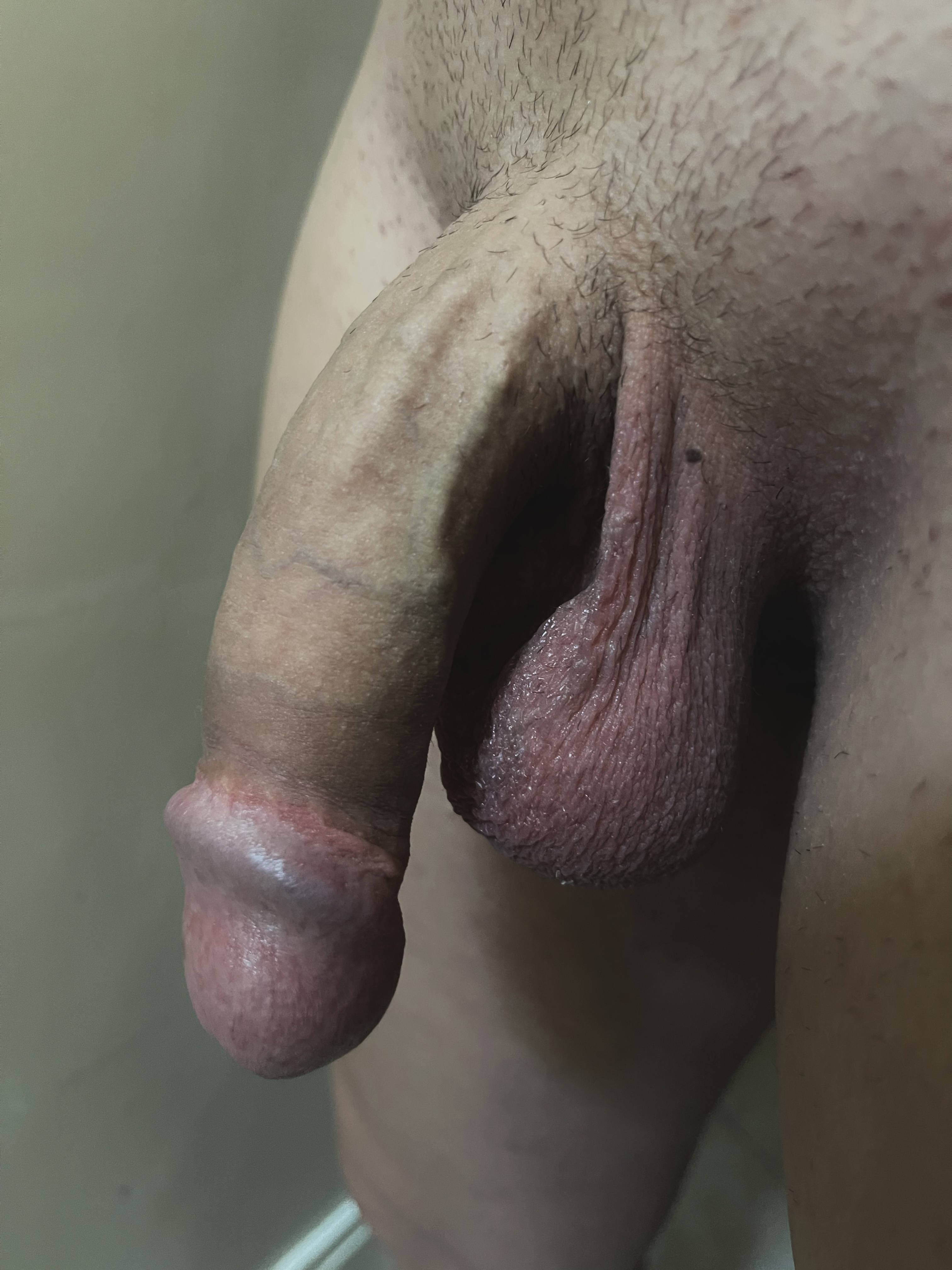
Penis adult sense prepuci amb la circumcisió realitzada.

- Adquirida, o fimosi secundària -també: fimosi patològica-, si es manifesta en edat adulta en un home a causa d'inflamacions fúngiques o bacterianes del gland o del prepuci, o bé a conseqüència d'un liquen esclerós i atròfic. En aquests casos sol ésser necessària l'operació quirúrgica.

La impossibilitat de retracció del prepuci també es pot deure a un fre massa curt (fre curt del prepuci). En tal cas es pot recórrer a una simple plàstia del fre (frenuloplàstia), consistent en una incisió del fre.
Una complicació de la fimosi és la parafimosi, que es produeix quan el prepuci es pot retirar, deixant lliure el gland, però no pot pas tornar enrere, és a dir, no pot pas tornar a la posició normal. Es forma un anell fimòtic estret que pot arribar a ocasionar la inflamació i edematització del gland.

## Remarques
1. ↑  Casassas/Alsina/Ramis/Llauradó/Francí 1990, pàg. 617, només donen entrada a la forma fimosiectomia Circumcisió en cas de fimosi.
2. ↑  Cf. Casassas/Alsina/Ramis/Llauradó/Francí 1990, pàg. 1226.